# Юкайпа (Каліфорнія)
Юкайпа (англ. Yucaipa) — місто (англ. city) в США, в окрузі Сан-Бернардіно штату Каліфорнія. Населення — 54 542 особи (2020).

## Географія
Юкайпа розташована за координатами 34°1′57″ пн. ш. 117°2′42″ зх. д. / 34.03250° пн. ш. 117.04500° зх. д. (34.032512, -117.044913).  За даними Бюро перепису населення США в 2010 році місто мало площу 72,24 км², з яких 72,23 км² — суходіл та 0,01 км² — водойми.

### Клімат
| Клімат : Юкайпа          | Клімат : Юкайпа | Клімат : Юкайпа | Клімат : Юкайпа | Клімат : Юкайпа | Клімат : Юкайпа | Клімат : Юкайпа | Клімат : Юкайпа | Клімат : Юкайпа | Клімат : Юкайпа | Клімат : Юкайпа | Клімат : Юкайпа | Клімат : Юкайпа | Клімат : Юкайпа |
| Показник                 | Січ.            | Лют.            | Бер.            | Квіт.           | Трав.           | Черв.           | Лип.            | Серп.           | Вер.            | Жовт.           | Лист.           | Груд.           | Рік             |
| Абсолютний максимум, °C  | 28,3            | 31,1            | 35,0            | 37,8            | 41,1            | 42,8            | 45,6            | 45,0            | 44,4            | 41,1            | 34,4            | 30,0            | 45,6            |
| Середній максимум, °C    | 17,2            | 18,3            | 20,6            | 23,3            | 27,2            | 31,7            | 35,6            | 36,1            | 33,3            | 27,2            | 21,7            | 17,2            | 25,8            |
| Середня температура, °C  | 11,1            | 11,7            | 13,1            | 15,3            | 18,6            | 21,9            | 25,6            | 26,1            | 23,6            | 18,6            | 14,2            | 10,8            | 17,6            |
| Середній мінімум, °C     | 5,0             | 5,0             | 5,6             | 7,2             | 10,0            | 12,2            | 15,6            | 16,1            | 13,9            | 10,0            | 6,7             | 4,4             | 9,3             |
| Абсолютний мінімум, °C   | −11,7           | −7,2            | −6,1            | −3,9            | −0,6            | 1,7             | 5,6             | 3,3             | 2,8             | −1,7            | −6,7            | −6,7            | −11,7           |
| Норма опадів, мм         | 99              | 113             | 78              | 30              | 17              | 4               | 9               | 7               | 12              | 26              | 40              | 59              | 494             |
| ------------------------ | --------------- | --------------- | --------------- | --------------- | --------------- | --------------- | --------------- | --------------- | --------------- | --------------- | --------------- | --------------- | --------------- |
| Джерело: Weather Channel |                 |                 |                 |                 |                 |                 |                 |                 |                 |                 |                 |                 |                 |

## Демографія
Згідно з переписом 2010 року, у місті мешкало 51 367 осіб у 18 231 домогосподарстві у складі 13 099 родин. Густота населення становила 711 особа/км².  Було 19642 помешкання (272/км²).
Расовий склад населення:
| - 79,5 % — білих - 2,8 % — азіатів - 1,6 % — чорних або афроамериканців - 0,9 % — корінних американців - 0,1 % — вихідців з тихоокеанських островів - 10,9 % — осіб інших рас |

До двох чи більше рас належало 4,1 %. Частка іспаномовних становила 27,1 % від усіх жителів.
За віковим діапазоном населення розподілялося таким чином: 26,2 % — особи молодші 18 років, 60,5 % — особи у віці 18—64 років, 13,3 % — особи у віці 65 років та старші. Медіана віку мешканця становила 37,8 року. На 100 осіб жіночої статі у місті припадало 96,8 чоловіків;  на 100 жінок у віці від 18 років та старших — 92,5 чоловіків також старших 18 років.
Середній дохід на одне домашнє господарство  становив 72 017 доларів США (медіана — 56 452), а середній дохід на одну сім'ю — 81 644 долари (медіана — 68 121). Медіана доходів становила 50 871 долар для чоловіків та 45 662 долари для жінок. За межею бідності перебувало 16,7 % осіб, у тому числі 23,7 % дітей у віці до 18 років та 13,1 % осіб у віці 65 років та старших.
Цивільне працевлаштоване населення становило 21 951 осіб. Основні галузі зайнятості: освіта, охорона здоров'я та соціальна допомога — 26,6 %, роздрібна торгівля — 14,2 %, науковці, спеціалісти, менеджери — 9,2 %, будівництво — 8,4 %.